# Plagiochasma
Plagiochasma là một chi rêu trong họ Aytoniaceae.